# Gouverneurswahl in New York 1832
Die Gouverneurswahl in New York von 1832 fand zwischen dem 5. und 7. November 1832 statt, es wurden der Gouverneur und der Vizegouverneur von New York gewählt.

## Kandidaten
William L. Marcy trat mit John Tracy als Running Mate für die Demokratische Partei an. Francis Granger trat mit Samuel Stevens an, der allerdings für die Anti-Masonic Party antrat.

## Ergebnis
| Bild   | Kandidat         | Partei                    | Stimmen | Stimmen  |
| Bild   | Kandidat         | Partei                    | Anzahl  | Prozent  |
| ------ | ---------------- | ------------------------- | ------- | -------- |
|        | William L. Marcy | Demokratische Partei      | 166.410 | 51,51 %  |
|        | Francis Granger  | National Republican Party | 156.672 | 48,49 %  |
| Gesamt | Gesamt           | Gesamt                    | 323.082 | 100,00 % |